# Onufry Szumlański
Onufry Szumlański (zm. 30 kwietnia 1762 roku we wsi Walawa) – duchowny greckokatolicki, początkowo wojskowy. Brat Andrzeja, starosty buczniowskiego i Iwana, cześnika podolskiego. W latach 1740–1746 koadiutor eparchii przemyskiej, po śmierci biskupa Hieronima Ustrzyckiego biskup ordynariusz. Współautor petycji do papieża Benedykta XIV w sprawie wykluczenia z obrządku greckokatolickiego wszystkich, którzy przeszli na obrządek łaciński. Papież Benedykt XIV wydał w tej sprawie bullę Allatae sunt.